# SC Brühl
A Sportclub Brühl St. Gallen egy svájci harmadosztályú labdarúgócsapat.

## Klubtörténet
A klubot 1901-ben, Sankt Gallen városában alapították. A klub az aranykorát az 1910-es években érte el. Első és egyben egyetlen bajnoki címét az 1914–15-ös szezonban szerezte meg. Az 1950-es és 70-es években a Nationalliga B-ben szerepelt. Ezután alacsonyabb ligákban teljesített a klub. A 2010-es években sikerült feljutniuk a harmadosztályba, ahol azóta is játszanak. 

## Játékoskeret
2021. szeptember 16. szerint.
| #  |     | Poszt | Név                                            |
| -- | --- | ----- | ---------------------------------------------- |
| 1  | BRA | K     | Christian Leite                                |
| 2  | SUI | V     | Asllan Demhasaj                                |
| 3  | CRO | V     | Josip Lovaković                                |
| 4  | SUI | V     | Yanik Keller                                   |
| 5  | ITA | V     | Giosue Capozzi (kölcsönben a Vaduz csapatától) |
| 6  | SUI | KP    | Claudio Holenstein                             |
| 7  | SUI | V     | Sanijel Kucani                                 |
| 8  | SUI | KP    | Emmanuel Makia                                 |
| 9  | SUI | CS    | Nicolas Eberle                                 |
| 10 | SUI | KP    | Ajet Sejdija                                   |
| 11 | AUT | CS    | Petar Pavlović                                 |
| 12 | SUI | V     | Jan Wörnhard                                   |
| 13 | SUI | V     | Marius Linke                                   |
| 14 | SUI | KP    | Dario Stadler                                  |

| #  |     | Poszt | Név                                                |
| -- | --- | ----- | -------------------------------------------------- |
| 15 | GER | V     | Louis Spindler                                     |
| 16 | MKD | KP    | Jeton Dauti                                        |
| 17 | SUI | CS    | Edmir Zulic                                        |
| 18 | KOS | KP    | Lirim Shala                                        |
| 19 | SUI | CS    | Angelo Campos (kölcsönben a St. Gallen csapatától) |
| 20 | SUI | KP    | Noah Blasucci                                      |
| 23 | SUI | K     | Alban Berisha                                      |
| 24 | SUI | KP    | Sinan Özcelik                                      |
| 27 | LIE | KP    | Noah Frick                                         |
| 28 | SUI | V     | Lars Traber                                        |
| 29 | SUI | V     | Elias Frei                                         |
| 30 | SUI | K     | Daniel Lopar                                       |
| 31 | SUI | K     | Deivid Gomes                                       |
| 32 | AUT | CS    | Deniz Mujic                                        |

## Sikerek
- Swiss Super League:
  - Bajnok (1): 1914–15

## Fordítás
Ez a szócikk részben vagy egészben  a   SC Brühl című angol Wikipédia-szócikk fordításán alapul.  Az eredeti cikk szerkesztőit annak laptörténete sorolja fel. Ez a jelzés csupán a megfogalmazás eredetét és a szerzői jogokat jelzi, nem szolgál a cikkben szereplő információk forrásmegjelöléseként.